# نادي الرياضة والأدب
نادي الرياضة والأدب هو نادي كرة قدم لبناني يقع مقره في طرابلس، الملقب بـ "سفير الشمال"، تأسس في عام 1930.
شارك النادي لأول مرة في الدوري اللبناني الممتاز خلال موسم 1969-1970، واحتل المركز الثاني في موسم 1987–88، وتعود آخر مشاركة له في الدوري إلى موسم 1997-1998، حيث يلعب النادي بين دوري الدرجة الثانية والدرجة الثالثة منذ ذلك الحين.

## الإنجازات
- كأس الاتحاد اللبناني
  - الفائز (1): 1972
- الدرجة الثانية
  - الفائز (1): 1994-95
- الدرجة الثالثة
  - الفائز (2): 1964–65، 2007–08
- الدوري اللبناني الممتاز
  - الوصيف (1): 1987–88.[3]

## أنظر أيضا
- قائمة أندية كرة القدم في لبنان